# رعي جائر

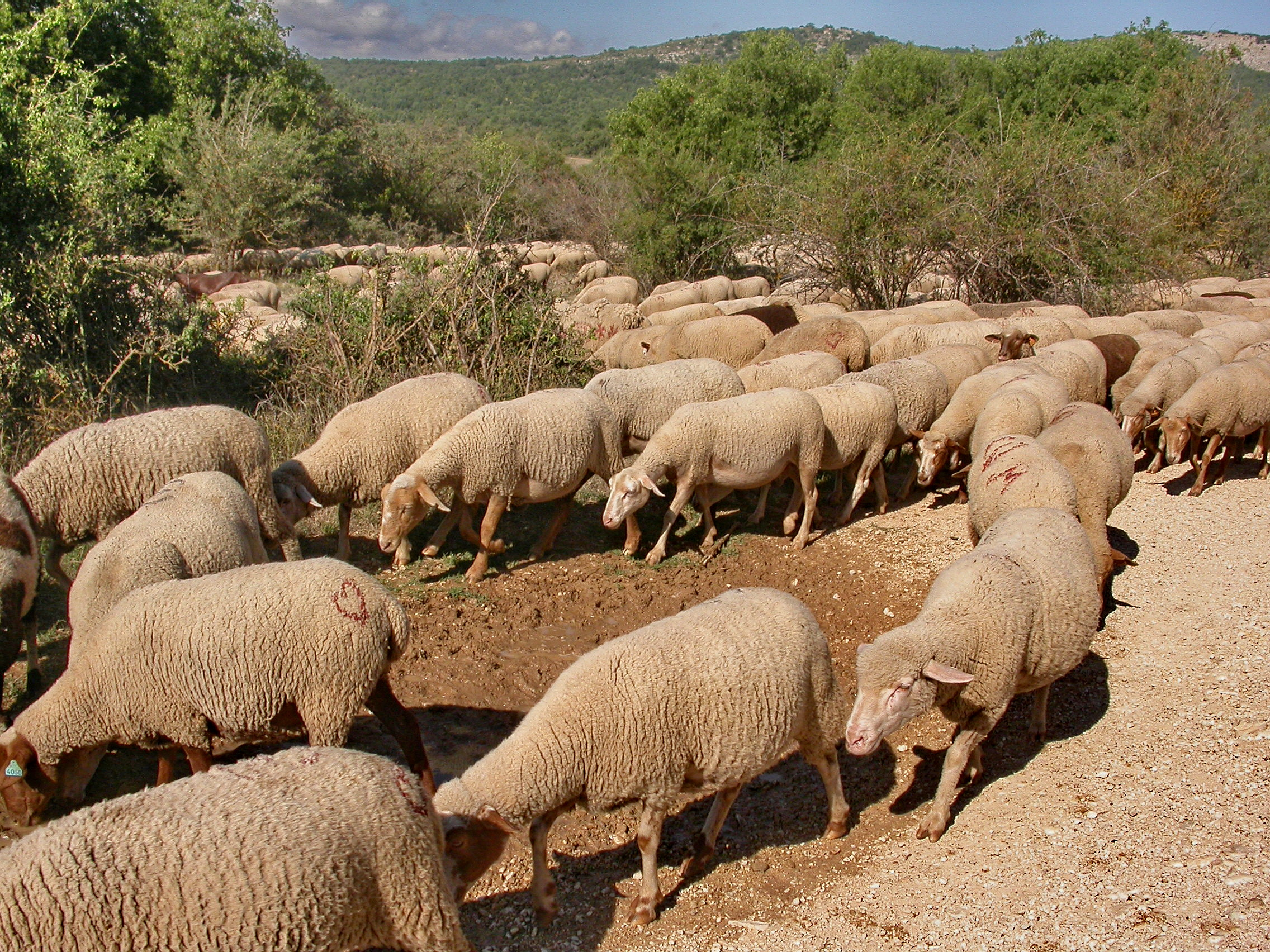

الرعي الجائر أو الاكتظاظ الرعوي أو رعي مفرط (بالإنجليزية: Overgrazing)‏ يحدث الإفراط في الرعي عندما تتعرض النباتات لرعي مكثف لفترات طويلة من الوقت، أو لفترة أطول من فترات إعادة نمو النباتات. وقد يكون نتيجة لرعي الماشية في التطبيقات الزراعية سيئة الإدارة، أو بسبب الفائض السكاني للأشخاص أو الفائض في أعداد الحيوانات البرية التي لا يكون هذا موطنها الأصلي. ينتج عنه تقليل الإنتاجية، والتنوع البيولوجي وهو أحد أسباب التصحر وتعرية التربة. كما يعتبر الرعي أحد أسباب انتشار النباتات في أماكن غير موطنها الأصلي. الرعي الجائر هو أحد الأمثلة القانونية في مقالة «مأساة المشاع» التي نشرت في مجلة العلم في عام 1968.
تقوم الزراعة المستدامة الآن على إدارة النباتات والحيوانات والمراعي وتسويقها وتربية الماشية بشكل منظم، لأنها تؤثر في صحة الحيوان والنبات وإنتاجيتهما وبالتالي تؤثر على البيئة ثم الإنسان.